# نهاش بنغالي
نهاش بنغالي (الاسم العلمي: Lutjanus bengalensis) (بالإنجليزية: Bengal snapper)‏ هو نوع من الأسماك يتبع جنس النهاش من الفصيلة النهاشية.